# Saison 1994-1995 du Football Club de Grenoble rugby
Cette page présente la saison 1994-1995 du Football club de Grenoble rugby.
Premier de sa poule, Grenoble est éliminé en Top 16 et ne dispute pas les quarts de finale.
Les Juniors Crabos sont champion de France.

## Les matchs de la saison

### Phase de qualification
Grenoble termine en tête de sa poule avec 9 victoires, 1 nul et 4 défaites.

### À domicile
- Grenoble-Dijon 18-8
- Grenoble-Toulon 18-8
- Grenoble-Bayonne 20-3
- Grenoble-Rumilly 20-9
- Grenoble-Tyrosse 70-10
- Grenoble-SBUC 42-24
- Grenoble-Colomiers 26-12

### À l’extérieur
- Dijon-Grenoble 25-25
- Toulon-Grenoble 20-9
- Bayonne-Grenoble 17-29
- Rumilly-Grenoble 18-17
- Tyrosse-Grenoble 15-20
- SBUC-Grenoble 17-6
- Colomiers-Grenoble 18-6

## Classement des 4 poules de 8
Les équipes sont listées dans leur ordre de classement à l'issue de la première phase qualificative. Les quatre premières équipes de chaque poules sont qualifiées pour le Top 16.
| Poule 1 1. USA Perpignan, 35 pts 2. Stade toulousain, 33 pts 3. RC Narbonne, 32 pts 4. Montpellier RC, 32 pts 5. FC Auch, 28 pts 6. SC Graulhet, 24 pts 7. RC Châteaurenard, 22 pts 8. CA Périgueux, 18 pts Poule 3 1. US Dax, 34 pts 2. CA Bègles-Bordeaux, 34 pts 3. SU Agen, 32 pts 4. RC Nîmes, 30 pts 5. Biarritz olympique, 29 pts 6. Section paloise, 27 pts 7. Avenir valencien, 21 pts 8. RC Cannes, 17 pts | Poule 2 1. CA Brive, 34 pts 2. CS Bourgoin-Jallieu, 33 pts 3. Racing club de France, 32 pts 4. Castres olympique, 31 pts 5. RRC Nice, 31 pts 6. AS Montferrand, 29 pts 7. Tarbes Pyrénées, 18 pts 8. Saint-Paul sports, 16 pts Poule 4 1. FC Grenoble, 33 pts 2. FCS Rumilly, 32 pts 3. RC Toulon, 32 pts 4. US Colomiers, 30 pts 5. Stade bordelais, 30 pts 6. Aviron bayonnais, 28 pts 7. Stade dijonnais, 23 pts 8. Tyrosse RCS, 16 pts |

### Top 16
Grenoble termine dernier de sa poule avec 1 victoire, 1 nul et 4 défaites

### À domicile
- Grenoble-Agen 19-19
- Grenoble-Bourgoin 12-22
- Grenoble-Narbonne 3-25

### À l’extérieur
- Agen-Grenoble 19-10
- Bourgoin-Grenoble 17-3
- Narbonne-Grenoble 15-16

## Classement des 4 poules de 4 (Top 16)
Les équipes sont listées dans leur ordre de classement. Les deux premières équipes de chaque poules sont qualifiées pour les quarts de finale.
| Poule 1 1. USA Perpignan, 16 pts 2. CA Bègles-Bordeaux, 14 pts 3. Racing club de France, 9 pts 4. US Colomiers, 8 pts Poule 3 1. US Dax, 16 pts 2. Castres olympique, 14 pts 3. FCS Rumilly, 10 pts 4. Montpellier RC, 8 pts | Poule 2 1. Stade toulousain, 17 pts 2. RC Toulon, 14 pts 3. CA Brive, 11 pts 4. RC Nîmes, 6 pts Poule 4 1. CS Bourgoin-Jallieu, 14 pts 2. SU Agen, 13 pts 3. RC Narbonne, 12 pts 4. FC Grenoble, 9 pts |

## Phase finale

### Tableau
|  | Quarts de finale                               | Quarts de finale                         |                   |        | Demi-finales                                          | Demi-finales                                          |  |  | Finale                                   | Finale                                   |
|  | Quarts de finale                               | Quarts de finale                         |                   |        | Demi-finales                                          | Demi-finales                                          |  |  | Finale                                   | Finale                                   |
|  |                                                |                                          |                   |        |                                                       |                                                       |  |  |                                          |                                          |
|  | le 15 avril 1995 au Stade du Hameau, Pau       | le 15 avril 1995 au Stade du Hameau, Pau |                   |        | le 22 avril 1995 au Stade de la Méditerranée, Béziers | le 22 avril 1995 au Stade de la Méditerranée, Béziers |  |  | le 6 mai 1995 au Parc des Princes, Paris | le 6 mai 1995 au Parc des Princes, Paris |
|  | le 15 avril 1995 au Stade du Hameau, Pau       | le 15 avril 1995 au Stade du Hameau, Pau |                   |        | le 22 avril 1995 au Stade de la Méditerranée, Béziers | le 22 avril 1995 au Stade de la Méditerranée, Béziers |  |  | le 6 mai 1995 au Parc des Princes, Paris | le 6 mai 1995 au Parc des Princes, Paris |
|  | Stade toulousain                               | 19                                       |                   |        | le 22 avril 1995 au Stade de la Méditerranée, Béziers | le 22 avril 1995 au Stade de la Méditerranée, Béziers |  |  | le 6 mai 1995 au Parc des Princes, Paris | le 6 mai 1995 au Parc des Princes, Paris |
|  | Stade toulousain                               | 19                                       |                   |        | le 22 avril 1995 au Stade de la Méditerranée, Béziers | le 22 avril 1995 au Stade de la Méditerranée, Béziers |  |  | le 6 mai 1995 au Parc des Princes, Paris | le 6 mai 1995 au Parc des Princes, Paris |
|  | SU Agen                                        | 6                                        |                   |        | le 22 avril 1995 au Stade de la Méditerranée, Béziers | le 22 avril 1995 au Stade de la Méditerranée, Béziers |  |  | le 6 mai 1995 au Parc des Princes, Paris | le 6 mai 1995 au Parc des Princes, Paris |
|  | SU Agen                                        | 6                                        | Stade toulousain  | 16     |                                                       |                                                       |  |  | le 6 mai 1995 au Parc des Princes, Paris | le 6 mai 1995 au Parc des Princes, Paris |
|  |                                                |                                          | Stade toulousain  | 16     |                                                       |                                                       |  |  | le 6 mai 1995 au Parc des Princes, Paris | le 6 mai 1995 au Parc des Princes, Paris |
|  |                                                | CS Bourgoin-Jallieu                      | 10                |        |                                                       |                                                       |  |  | le 6 mai 1995 au Parc des Princes, Paris | le 6 mai 1995 au Parc des Princes, Paris |
|  | CS Bourgoin-Jallieu                            | CS Bourgoin-Jallieu                      | 10                | 37     |                                                       |                                                       |  |  | le 6 mai 1995 au Parc des Princes, Paris | le 6 mai 1995 au Parc des Princes, Paris |
|  | CS Bourgoin-Jallieu                            |                                          |                   | 37     |                                                       |                                                       |  |  | le 6 mai 1995 au Parc des Princes, Paris | le 6 mai 1995 au Parc des Princes, Paris |
|  | CA Bègles-Bordeaux                             | 11                                       |                   |        |                                                       |                                                       |  |  | le 6 mai 1995 au Parc des Princes, Paris | le 6 mai 1995 au Parc des Princes, Paris |
|  | CA Bègles-Bordeaux                             | 11                                       | Stade toulousain  | 31     |                                                       |                                                       |  |  |                                          |                                          |
|  | le 16 avril 1995 au Stade des Costières, Nîmes |                                          | Stade toulousain  | 31     |                                                       |                                                       |  |  |                                          |                                          |
|  |                                                | Castres olympique                        | 16                |        |                                                       |                                                       |  |  |                                          |                                          |
|  | Castres olympique                              | Castres olympique                        | 16                | 15 (5) |                                                       |                                                       |  |  |                                          |                                          |
|  | Castres olympique                              | le 22 avril 1995 au Stadium, Toulouse    |                   | 15 (5) |                                                       |                                                       |  |  |                                          |                                          |
|  | USA Perpignan                                  | 15 (4)                                   |                   |        |                                                       |                                                       |  |  |                                          |                                          |
|  | USA Perpignan                                  | 15 (4)                                   | Castres olympique | 18     |                                                       |                                                       |  |  |                                          |                                          |
|  |                                                |                                          | Castres olympique | 18     |                                                       |                                                       |  |  |                                          |                                          |
|  |                                                | RC Toulon                                | 13                |        |                                                       |                                                       |  |  |                                          |                                          |
|  | RC Toulon                                      | RC Toulon                                | 13                | 23     |                                                       |                                                       |  |  |                                          |                                          |
|  | RC Toulon                                      |                                          |                   | 23     |                                                       |                                                       |  |  |                                          |                                          |
|  | US Dax                                         | 8                                        |                   |        |                                                       |                                                       |  |  |                                          |                                          |
|  | US Dax                                         | 8                                        |                   |        |                                                       |                                                       |  |  |                                          |                                          |

## Challenge Yves Du Manoir
En Challenge Yves du Manoir, Grenoble termine 3e de son Groupe derrière Narbonne et Pau malgré une double victoire sur Castres et n’est pas qualifié pour les quarts de finales.

### À domicile
- Grenoble-Pau 28-16
- Grenoble-Castres 11-6
- Grenoble-Narbonne 12-22

### À l’extérieur
- Pau-Grenoble 26-15
- Castres-Grenoble 12-23
- Narbonne-Grenoble 38-14

## Effectif de la saison 1994-1995
| Nom                | Poste                  | Naissance        | Nationalité |
| ------------------ | ---------------------- | ---------------- | ----------- |
| Arnaud Bazin       | Pilier                 | 24 novembre 1964 | France      |
| Francis Laruaz     | Pilier                 | 1er octobre 1966 | France      |
| Romain Magellan    | Pilier                 | 13 mai 1973      | France      |
| Philippe Tapié     | Pilier                 | 2 novembre 1966  | France      |
| Fréderic Aimard    | Talonneur              | 24 avril 1974    | France      |
| Fabrice Landreau   | Talonneur              | 1er août 1968    | France      |
| Olivier Brouzet    | Deuxième ligne         | 22 novembre 1972 | France      |
| Hervé Chaffardon   | Deuxième ligne         | 27 août 1965     | France      |
| Thierry Devergie   | Deuxième ligne         | 27 juillet 1966  | France      |
| Gregory Kacala     | Troisième ligne aile   | 15 mars 1966     | Pologne     |
| Lionel Mallier     | Troisième ligne aile   | 6 mars 1974      | France      |
| Jean-Yves Morel    | Troisième ligne aile   | 10 février 1969  | France      |
| Willy Taofifénua   | Troisième ligne aile   | 4 février 1963   | France      |
| Stéphane Geraci    | Troisième ligne centre | 3 août 1966      | France      |
| Gilles Camberabero | Demi de mêlée          | 11 janvier 1963  | France      |
| Lionel Enselmoz    | Demi de mêlée          | 13 décembre 1967 | France      |
| Patrick Goirand    | Demi d'ouverture       | 10 octobre 1972  | France      |
| Bernard Monnier    | Demi d'ouverture       | 18 août 1964     | France      |
| Laurent Burg       | Centre                 | 10 août 1967     | France      |
| David Dantiacq     | Centre                 | 10 janvier 1970  | France      |
| Franck Lorbois     | Centre                 | 10 novembre 1973 | France      |
| Frédéric Vélo      | Centre                 | 4 janvier 1966   | France      |
| Brice Bardou       | Ailier                 | 13 février 1969  | France      |
| Philippe Meunier   | Ailier                 | 19 juin 1963     | France      |
| Pascal Villard     | Ailier                 | 22 février 1969  | France      |
| Xavier Cambres     | Arrière                | 11 juin 1974     | France      |
| Franck Corrihons   | Arrière                | 7 septembre 1970 | France      |

### Équipe-Type
1. Philippe Tapié  2. Fabrice Landreau 3. Francis Laruaz 

4. Olivier Brouzet 5. Thierry Devergie 

6. Gregory Kacala 8. Hervé Chaffardon 7. Willy Taofifénua 

9. Gilles Camberabero 10. Patrick Goirand 

11. Franck Corrihons 12. Laurent Burg 13. David Dantiacq 14. Xavier Cambres 

15. Frédéric Vélo 

## Entraîneurs
L'équipe professionnelle est encadrée par
| Nom             | Poste              | Nationalité |
| --------------- | ------------------ | ----------- |
| Jacques Fouroux | Manager            | France      |
| Michel Ringeval | Entraîneur         | France      |
| Éric Ferruit    | Entraîneur adjoint | France      |